# Relaciones Bulgaria-México
Las naciones de Bulgaria y México establecieron relaciones diplomáticas en 1938. Ambas naciones son miembros de las Naciones Unidas y de la Organización Mundial del Comercio.

## Historia
Aunque México no era un destino importante para los migrantes búlgaros, cientos de emigrantes de Bulgaria emigraron a México para viajar a los Estados Unidos a mediados de los años 1960, después de que los Estados Unidos aprobara la Ley de Inmigración y Nacionalidad de 1965, que abolió el sistema de cuotas basado en los orígenes nacionales.
En 1936, Bulgaria como México firmaron un Tratado de Amistad. Las relaciones diplomáticas entre ambas naciones se establecieron el 6 de enero de 1938. En 1941, durante la Segunda Guerra Mundial, ambas naciones suspendieron relaciones diplomáticas cuando Bulgaria se unió al potencia del eje. En mayo de 1942, México declaró la guerra a las potencias del Eje. Las relaciones diplomáticas entre ambas naciones se reanudaron el 11 de julio de 1974. En 1976 se abrieron embajadas residentes.
En junio de 1978, el presidente mexicano, José López Portillo realizó una visita oficial a Bulgaria y fue acompañado por el secretario de Relaciones Exteriores Santiago Roel García. Durante la visita, el presidente López Portillo visito Sofía, Plovdiv y Varna. En 1979, el presidente búlgaro Todor Zhivkov retribuyó la visita a México.
En 1989 México cerró su embajada en Sofía por cuestiones presupuestarias. En noviembre de 2008, el presidente búlgaro Georgi Parvanov realizó una visita oficial a México y se reunió con el presidente mexicano Felipe Calderón.
En 2023, ambas naciones celebraron 85 años de relaciones diplomáticas. En celebración, la Secretaría de Relaciones Exteriores de México inauguró una exposición temporal en su instalaciones que celebra la historia de las relaciones diplomáticas entre ambas naciones.
En enero de 2024, el viceministro de Relaciones Exteriores de Bulgaria, Tihomir Stoytchev, visitó México para asistir a la V Reunión del Mecanismo de Consultas Políticas México-Bulgaria que se celebró en la Ciudad de México. En mayo de ese mismo año, Claudia Sheinbaum fue elegida como Presidenta de México. Sus abuelos maternos emigraron a México desde Bulgaria en la década de 1930.

## Visitas de alto nivel

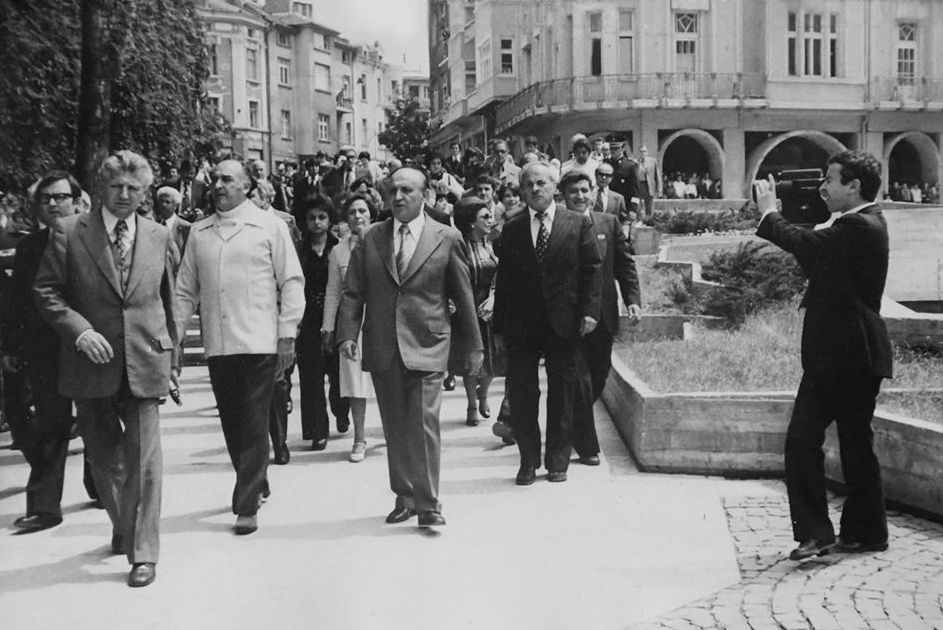
El presidente búlgaro, Todor Zhivkov, junto con el presidente mexicano, José López Portillo, paseando por la ciudad de Plovdiv, Bulgaria; 1978.

Visitas de alto nivel de Bulgaria a México
- Presidente Todor Zhivkov (1979)
- Presidente Georgi Parvanov (2008)
- Viceministro de Relaciones Exteriores Tihomir Stoytchev (2024)

Visitas de alto nivel de México a Bulgaria
- Presidente José López Portillo (1978)
- Secretario de Relaciones Exteriores Santiago Roel García (1979)

## Acuerdos bilaterales
Ambas naciones han firmado algunos acuerdos bilaterales, como un Acuerdo de Cooperación Económica e Industrial (1978); Acuerdo de Cooperación Turística (1979); Acuerdo de una Convención sobre Relaciones Consulares (1984); Acuerdo de Cooperación Científica y Técnica (1994) y un Acuerdo de Cooperación Cultural y Educativa (1994). Ambas naciones también acordaron establecer reuniones periódicas de consulta política bilateral para las que se reunieron en 2002, 2006, 2007, 2012 y en 2024.

## Comercio
En 1997, México firmó un Tratado de Libre Comercio entre México y la Unión Europea (lo cual también que incluye a Bulgaria). En 2023, el comercio entre Bulgaria y México ascendió a $263 millones de dólares. Las principales exportaciones de Bulgaria a México incluyen: depósitos minerales y químicos, semillas de frutas, películas no expuestas y textiles. Las principales exportaciones de México a Bulgaria incluyen: computadoras, teléfonos móviles y otros productos electrónicos. La empresa multinacional mexicana América Móvil opera en Bulgaria.

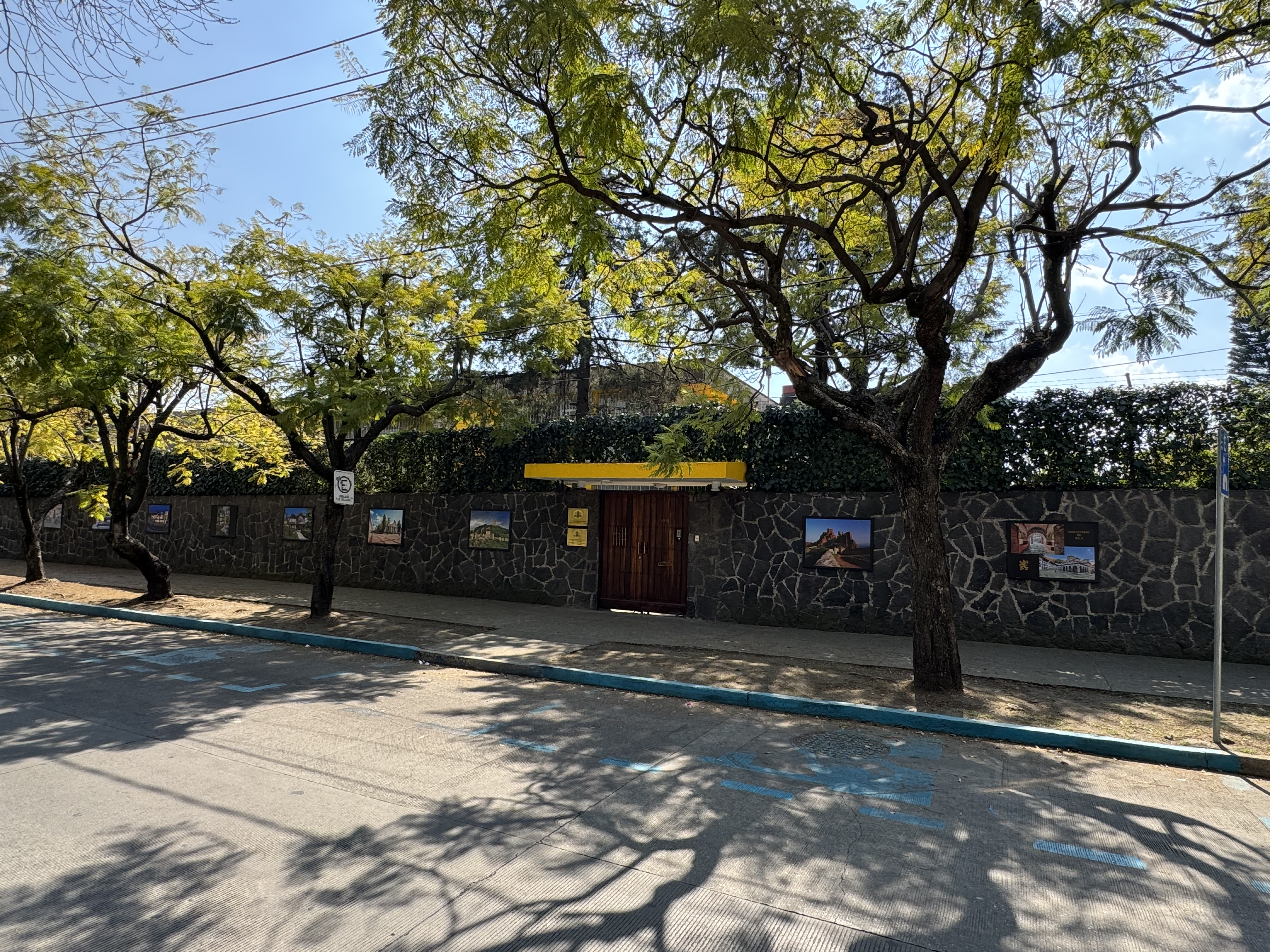
Embajada de Bulgaria en Ciudad de México

## Misiones diplomáticas residentes
- Bulgaria tiene una embajada en la Ciudad de México.[12]
- México está acreditado a Bulgaria desde su embajada en Budapest, Hungría y mantiene un consulado honorario en Sofía.[13]